# تايلور شيلدون
تايلور شيلدون (بالإنجليزية: Taylor Sheldon)‏ هو دراج أمريكي، ولد في 31 مارس 1987 في بريكنريدج في الولايات المتحدة.

## وصلات خارجية
- تايلور شيلدون على موقع الاتحاد الدولي للدراجات (الإنجليزية)
- تايلور شيلدون على موقع أرشيف الدراجات (الإنجليزية)
- تايلور شيلدون على موقع إحصائيات الدراجات الإحترافية (الإنجليزية)
- تايلور شيلدون على موقع نسبة الدراجات (الإنجليزية)